# Erro de tipo
O erro de tipo ou ainda erro factual é a falsa percepção da realidade, pelo agente, que afeta algum elemento que integra o tipo penal. Sua primeira consequência é a exclusão do dolo, pois, atingido algum elemento do tipo, não há que se falar em vontade e, consequentemente, em dolo. Pode o agente responder por crime culposo, se o erro era vencível e se for admitida esta modalidade.
Erro de tipo é aquele que versa sobre elementos da conduta típica, sejam de natureza permanente factual ou jurídica. O erro de tipo pode ser essencial, acidental e putativo.